# Daireaux (município)

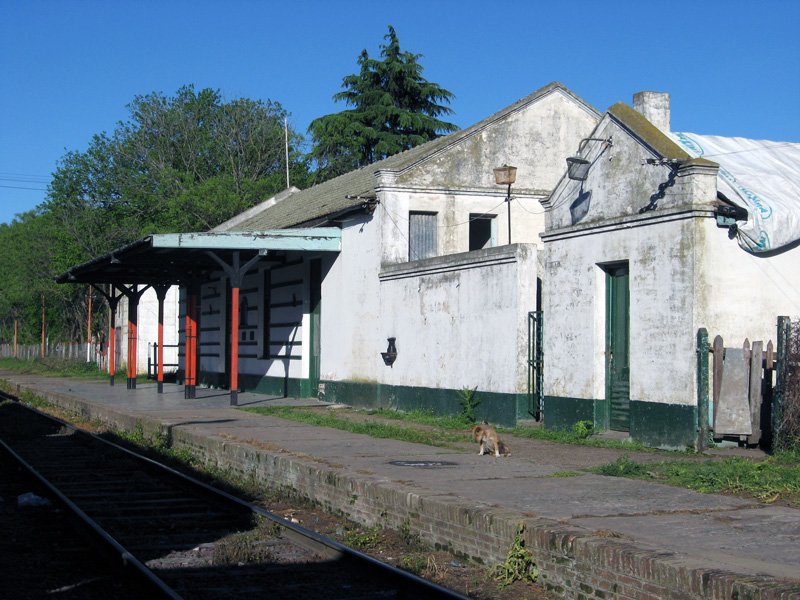
Estação ferroviária de Daireaux

Daireaux (partido) é um partido (município) da província de Buenos Aires, na Argentina. Possuía, de acordo com estimativa de 2019, 18.093 habitantes.